# Сидорово (Кемеровская область)
Си́дорово — село в Новокузнецком районе Кемеровской области. Входит в состав Терсинского сельского поселения.

## География
Центральная часть населённого пункта расположена на высоте 188 м над уровнем моря.

## Население
| 2010 |
| ---- |
| 1071 |

### Половой состав
По данным Всероссийской переписи населения 2010 года, в селе Сидорово проживал 1071 человек (518 мужчин, 553 женщины).